# Danielys García
Danielys del Valle García Buitriag (nascida em 20 de agosto de 1986) é uma ex-ciclista venezuelana que competia em provas de estrada e pista.
Ela conquistou duas medalhas, bronze e prata para seu país natal nos Jogos Pan-Americanos de 2007, no Rio de Janeiro. García competiu na prova de estrada nos Jogos Olímpicos de Verão de 2008, terminando em 54º lugar, e novamente na estrada nos Jogos Olímpicos de Verão de 2012, na qual ela não completou a prova.